# NGC 3273
NGC 3273 ist eine linsenförmige Galaxie vom Hubble-Typ SB0 im Sternbild Luftpumpe am Südsternhimmel. Sie ist schätzungsweise 109 Millionen Lichtjahre von der Milchstraße entfernt, hat einen Durchmesser von etwa 50.000 Lj und ist Mitglied des Antlia-Galaxienhaufens. Gemeinsam  mit NGC 3260 und IC 2584 die NGC 3273-Gruppe (LGG 200).
Im selben Himmelsareal befinden sich u. a. die Galaxien NGC 3260, NGC 3267, NGC 3268, NGC 3271.
Das Objekt wurde  am 3. Mai 1834 vom britischen Astronomen John Herschel entdeckt.

## NGC 3273-Gruppe (LGG 200)
| Galaxie  | Alternativname | Entfernung/Mio. Lj |
| -------- | -------------- | ------------------ |
| NGC 3273 | PGC 30875      | 109                |
| NGC 3260 | PGC 30992      | 98                 |
| IC 2584  | PGC 30983      | 104                |